# أولريش فيشر
أولريش فيشر (بالألمانية: Ulrich Fischer) (و. 1949 – م) هو عالم عقيدة، من ألمانيا، ولد في لونيبورغ.

## جوائز
حصل على جوائز منها:
- وسام الاستحقاق لبادن-فورتمبيرغ.

## روابط خارجية
- أولريش فيشر على موقع مونزينجر (الألمانية)